# Ginebra (reina)

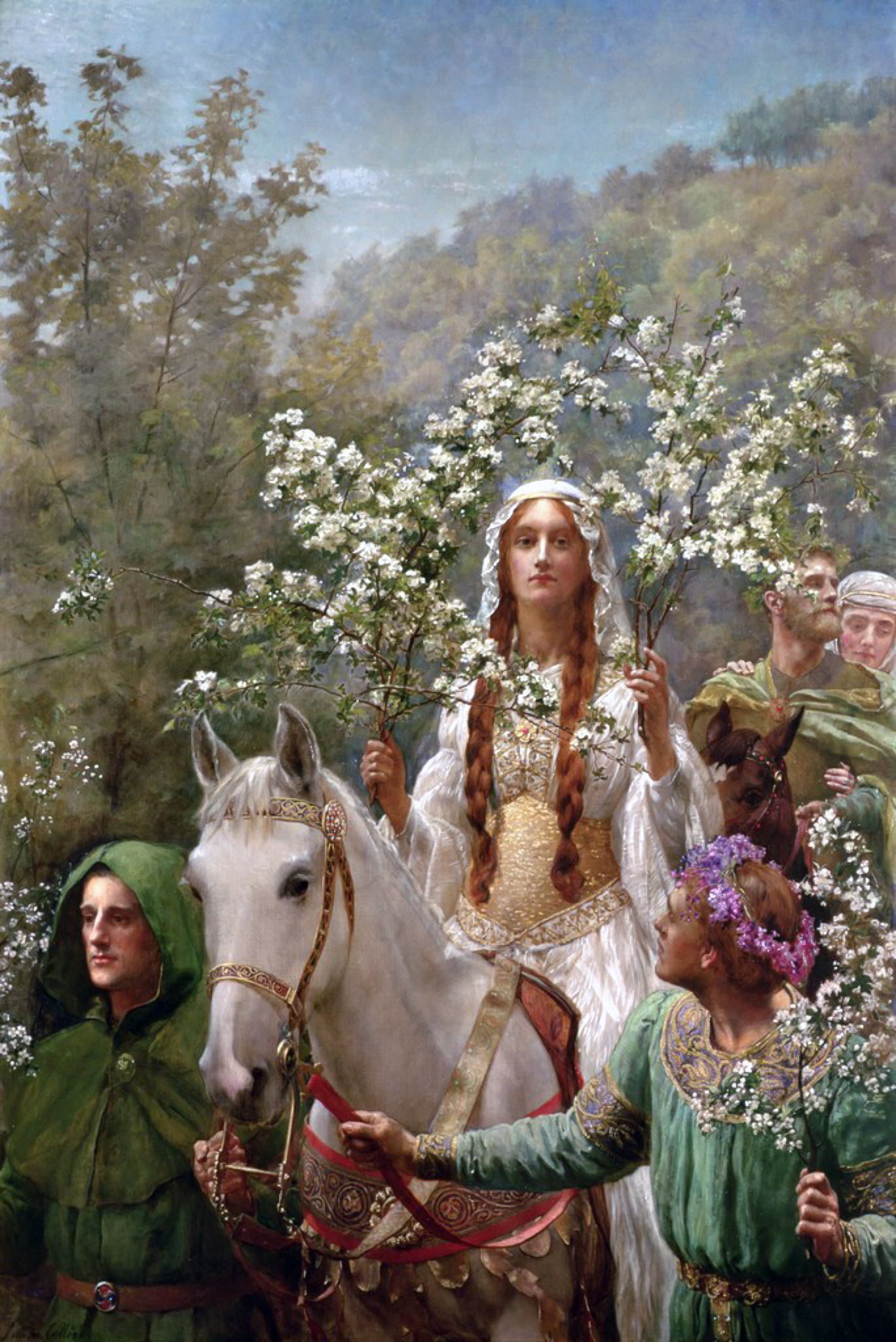
La Reina Ginebra en peregrinación, por John Collier.

Dentro de la Materia de Bretaña, Ginebra era la esposa del rey Arturo. En el llamado protocéltico su nombre era Uindā Seibra, 'sombra blanca' o 'hada blanca'; en britónico: Vino-Hibirā, que luego dio origen a los nombres Ishara y Jennifer; en córnico y en bretón: Gwenhwyvar o Gwined-yar; en galés Genhwyfar;  en inglés Guinevere o Gwenevere; en italiano Ginevra y en francés Guenièvre.
Según las leyendas asociadas al mito artúrico, Ginebra fue infiel al rey Arturo con Lancelot, uno de los caballeros de la Mesa Redonda. La leyenda asocia la infidelidad de Ginebra con Lancelot a la caída del reino de Camelot, de ahí que sea considerada como un símbolo de la fragilidad de la condición humana y de la perversión. En el contexto del mito de Arturo se señalará que Ginebra era una con el reino, y que con su enfermedad o malestar la tierra y las cosechas se resentían. Tras la infidelidad de Ginebra con Lancelot, Bretaña cae bajo las invasiones de los bárbaros anglos y sajones.
Según el mito, Ginebra sería la hija del rey Leodegrance de Cameliard. El rey Arturo envía a Lancelot a que la traiga a Camelot para casarse con ella, y en el viaje ambos se enamoran. En cuanto llegan a Camelot, Arturo y Ginebra se casan, y Ginebra se convierte en el centro de la corte.
Tiene en general buenas relaciones con su esposo, pero se enemista con la bruja y media hermana de Arturo, Morgana, al expulsar de la corte a Sir Guiomar, amante de Morgana y sobrino de la propia Ginebra. Morgana guardará siempre rencor hacia la reina y se lo transmitirá a sus hijos. 
Aunque casada con Arturo, el amor que Lancelot y Ginebra sienten durará hasta la muerte de ambos. En todo caso, los enemigos de Arturo aprovecharán esta relación para fraguar la acusación de adulterio y conspiración que lanzan sobre Lancelot y Ginebra. Esto lleva a una condena de muerte para la reina y una orden de expulsión del reino para Lancelot. 
Lancelot no puede permitir la muerte de Ginebra y, al intentar salvarla, mata a dos de los hijos del rey Lot de Lothian y de Morgause (hermana mayor de Arturo), Gaheris y Gareth, lo que deriva en guerra abierta entre dichos reinos y Camelot, y supuso al final la muerte de todos los caballeros de la Mesa Redonda. 
La condena a muerte de Ginebra no se materializa en la leyenda. Ginebra recibe la noticia de la muerte de Arturo y de todos los caballeros de la Mesa Redonda cuando estaba en un convento en Glastonbury, donde voluntariamente se había encerrado para no caer en las manos de Mordred. Se viste con ropas de luto y ordena a sus damas que hicieran lo mismo. Se dirige a Amesbury, en Wiltshire, donde habría un convento en el que la reina decide tomar los hábitos. Pasa el resto de su vida de forma anónima. Años después fue elegida superiora del convento. 
En el convento, poco después de la muerte de Arturo, tiene una última entrevista con sir Lancelot. Posteriormente, Lancelot abandona la vida de caballero y se convierte en monje ermitaño. Años más tarde Lancelot tiene un sueño donde un ángel se le aparece y le dice que debe fabricar un féretro, ponerle ruedas y dirigirse con él a Amesbury donde encontraría muerta a la reina. Así lo hace: al llegar a Amesbury recoge el cadáver de Ginebra y lo lleva a enterrar junto al de Arturo.
Igualmente el amor que sentía por Ginebra nunca moriría y nadie podría reemplazarlo

## Familiares

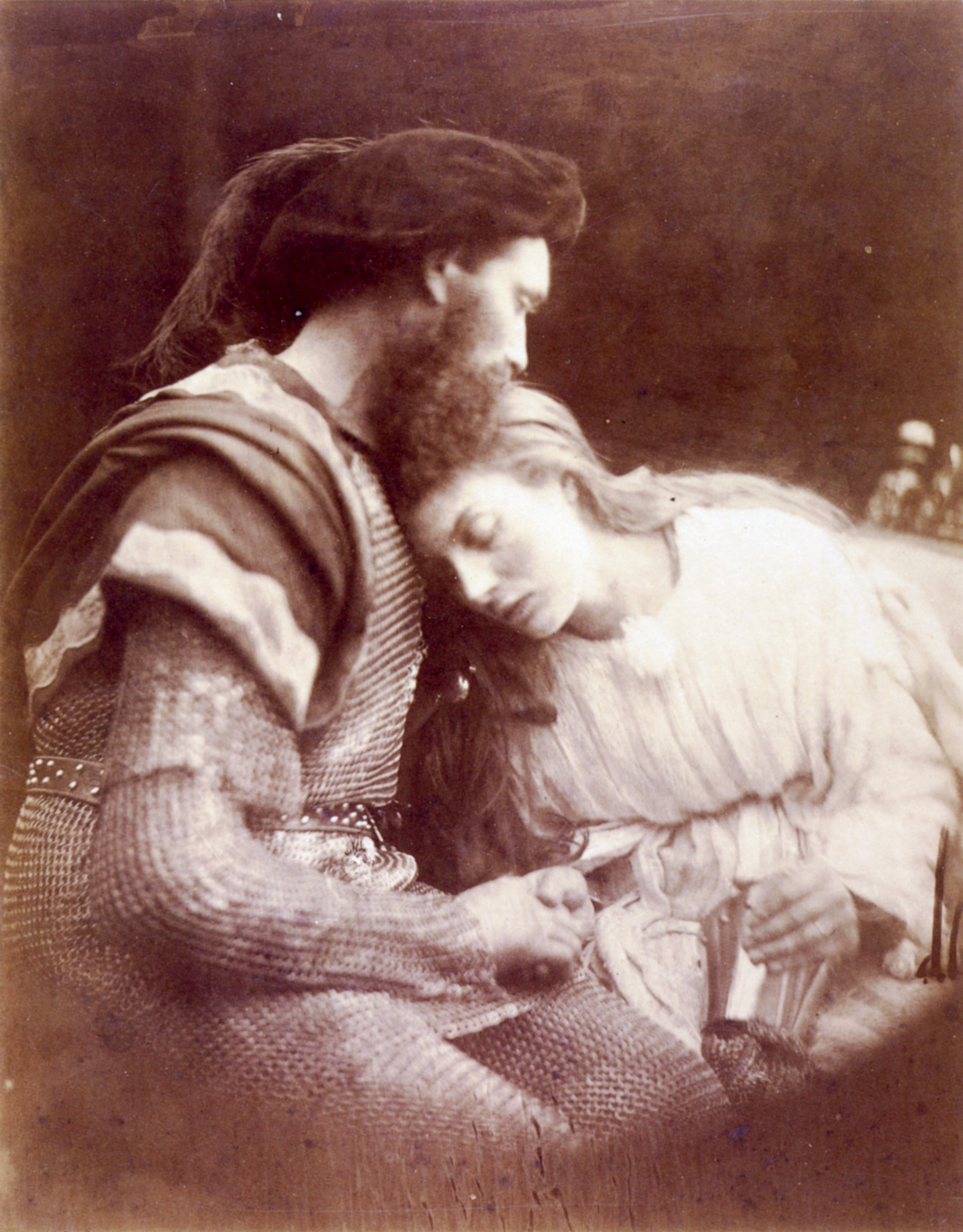
La despedida de Sir Lancelot y la reina Ginebra, por Julia Margaret Cameron, 1874.

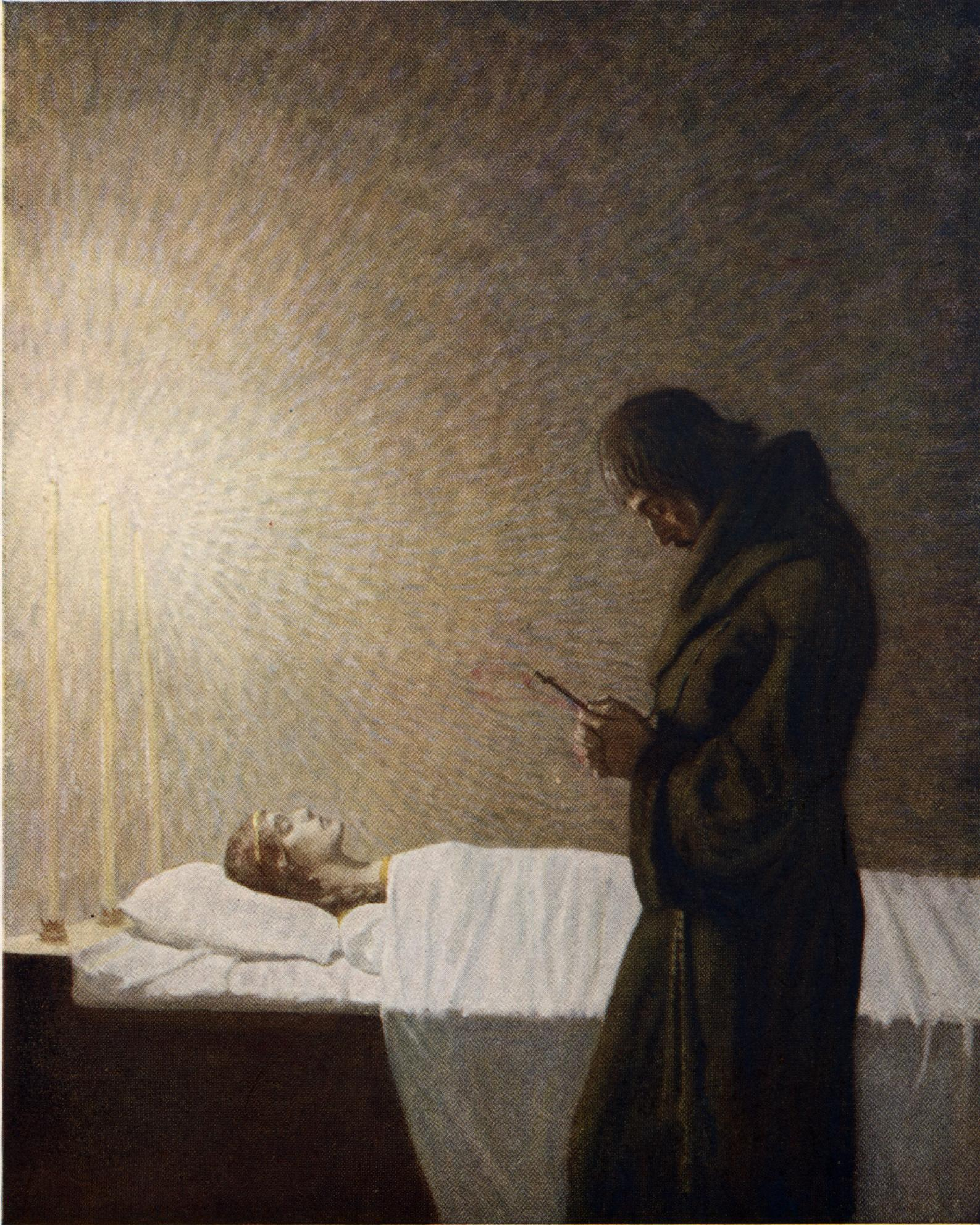
La muerte de Ginebra, con Lanzarote despidiéndose a su lado.

En la inmensa mayoría de las historias Ginebra no tiene descendencia. Las dos principales excepciones son el Perlesvaus y la Alliterative Morte Arthure. En el primero, un personaje llamado Loholt es en apariencia hijo de Ginebra, aunque en otras obras se lo mencione como hijo ilegítimo de Arturo. En la segunda, Ginebra acaba convirtiéndose en contra de su voluntad en la esposa de su hijastro Mordred, con el que tiene dos hijos. Existen además menciones a los hijos de Arturo en las Tríadas Galesas, aunque su parentesco con Ginebra es dudoso. Otras relaciones de parentesco para con Ginebra son igualmente confusas: en el Lancelot-Grial y en el romance alemán Diu Crône su media hermana y un hermano juegan papeles antagonistas, pero ninguno de ellos es mencionado en ninguna otra leyenda; la tradición galesa presenta a una hermana de Ginebra, Gwenhyvach, y abunda en la enemistad entre ambas; aunque la literatura posterior suele nombrar a Leodegrance como padre de Ginebra, su madre no suele ser mencionada pese a que a veces se la mencione como viva y en otras ocasiones como ya fallecida. Ello ocurre por ejemplo en el romance en inglés medieval The Awntyrs off Arthure (Las Aventuras de Arturo), en el que el fantasma de la madre de Ginebra se le aparece a la reina y a sir Gawain en el bosque de Inglewood. 
En algunas ocasiones, no obstante, Ginebra no es hija de Leodegrance, sobre todo en aquellas más tendentes hacia la historicidad del personaje. Geoffrey de Monmouth cuenta que Ginebra es descendiente de una familia noble romana, siendo pupila de Cador, Duque de Cornualles. La versión de Monmouth es bastante distinta a la más tradicional, pues narra cómo Arturo deja a Ginebra en Inglaterra al cuidado de su sobrino Mordred mientras viaja a la Europa Continental para enfrentarse contra el ficticio procurador romano Lucio Hiberio. En su ausencia, Mordred seduce a su tía Ginebra, se declara Rey y la toma como esposa. Al regresar Arturo, se enfrentará contra un Mordred usurpador en la Batalla de Camlann, en la que ambos fallecen. 
Otras obras mencionan a algunos primos o sobrinos de Ginebra como sir Guiomar, cuyo romance adúltero con Morgana fue obstaculizado por Ginebra, aunque en general no suelen ser mencionados en ninguna otra obra.
Ginebra ha sido retratada con todo tipo de características, que la pintan desde una traidora oportunista y débil hasta una dama noble y virtuosa que cae ingenuamente en el pecado. Prácticamente todas las leyendas artúricas en las que aparece se centran en su infidelidad con Lancelot y sus consecuencias para el reino de Arturo. Este amor fuera del matrimonio era muy comprensible para un lector de la Edad Media: es propio de una época en la que los matrimonios se celebraban en muchas ocasiones por motivos económicos y políticos, y en los que el amor no siempre surgía entre los casados.
El amor entre Lancelot y Ginebra, en efecto, suele estar caracterizado como un ejemplo del llamado "amor cortés", en el que la dama era considerada un objeto de culto al que se adoraba, regalaba, e incluso cuando el adorador era capaz, se le hacían versos o canciones que alababan su belleza. Hasta ahí lo permitido; pasar de esos gestos era enfrentarse a las normas eclesiásticas y sociales que, evidentemente, Ginebra y Lancelot rebasan. Las leyendas suele incidir en ese punto en ciertos aspectos de la relación sobre la base de los cuales puede concluirse desde la perversidad de ambos, infieles a Arturo, hasta un ejemplo trágico de la fatalidad. Así, hay ocasiones en que se incide en la pureza del amor que sentían el uno por el otro y se retrata la terrible fatalidad con que dicho amor a todas luces imposible intenta triunfar y acaba por llevar a la caída de Camelot. El paralelismo con Helena de Troya es en esos casos patente: ambas llevan a un gran reino a su decadencia y caída a raíz de un amor equivocado. En otras ocasiones directamente se los condena por adúlteros y pecadores, y se los muestra con un cariz más perverso.
Conforme avanza el desarrollo histórico de la leyenda artúrica, la caracterización de Ginebra fue variando. En los primeros romances en verso se la suele mostrar desde un punto de vista desfavorable o incluso se omite toda mención a la reina, mientras que autores posteriores emplearon sus buenas o malas cualidades para abundar en un personaje más profundo y que juega un papel mucho más preponderante en el mito. Fue Chrétien de Troyes el primero en elaborar algo más allá de mera esposa de Arturo el personaje de Ginebra, posiblemente para agradar a su público, consistente en las damas de la corte de la condesa María de Champaña. En Yvain, Caballero del León de Chrétien, Ginebra es alabada por su inteligencia, afabilidad y gentileza, mientras que en el Lanval de Maria de Francia y en el Sir Launfal de Thomas Chestre aparece retratada como una adúltera vengativa que disgusta al protagonista y a todos los caballeros de bien
La esterilidad de Ginebra suele interpretarse como un castigo divino por su infidelidad, y a veces se incide en la contrariedad que ello supone para Arturo, quien por lo demás no dudará en serle él mismo infiel a Ginebra sin que ello suponga para él ningún perjuicio social. En todo caso esta carencia de hijos suele mencionarse en las leyendas posteriores, dónde se usa para algún fin narrativo o moralista; en las leyendas más antiguas suele sencillamente omitirse la mención de cualquier hijo suyo, pero sin declarar explícitamente que la reina no tuviera descendencia.